# Andebu (municipio)
Andebu es un municipio en la provincia de Vestfold, Noruega. La parroquia de Andebo fue establecida como municipio el 1 de enero de 1838, y cuenta con grandes áreas de bosques. Su centro administrativo es el pueblo de Andebu. Otros pueblos del municipio son Høyjord o Kodal. Las iglesias de los tres datan de la época medieval, siendo de especial importancia la de Høyjord, una stavkirke construida entre 1150 y 1200.

## Información general

### Etimología
La forma del nombre en nórdico antiguo fue Andabú. El significado del primer elemento es desconocido, el segundo elemento bú significa distrito. Anterior a 1889, el nombre se escribía Andebo.

### Escudo de armas
El escudo de armas del municipio data de tiempos modernos. Les fue concedido el 12 de diciembre de 1986. Muestra tres triángulos de plata, uno por cada pueblo/parroquia de la municipalidad: Andebu, Høyjard y Kodal. Los tres triángulos también forman una letra A, la inicial del municipio. El color verde representa la agricultura y los bosques.